# Actual Fucking
Actual Fucking è un album in studio del musicista statunitense Cex, pubblicato nel 2006.

## Tracce
1. Baltimore – 4:52
2. Denton – 5:52
3. Chapel Hill – 4:22
4. Ybor City – 3:34
5. Covington – 6:15
6. Chicago – 4:08
7. Los Angeles – 6:39
8. Tucumcari – 4:44